# Gillaumé
Gillaumé és un municipi francès situat al departament de l'Alt Marne i a la regió del Gran Est. L'any 2007 tenia 28 habitants.

## Demografia

### Població
El 2007 la població de fet de Gillaumé era de 28 persones. Hi havia 12 famílies de les quals 8 eren parelles sense fills i 4 parelles amb fills.
La població ha evolucionat segons el següent gràfic:
Habitants censats

### Habitatges
El 2007 hi havia 15 habitatges, 12 eren l'habitatge principal de la família, 2 eren segones residències i 1 estava desocupat. 14 eren cases i 1 era un apartament. Dels 12 habitatges principals, 10 estaven ocupats pels seus propietaris i 2 estaven llogats i ocupats pels llogaters; 3 tenien quatre cambres i 9 en tenien cinc o més. 11 habitatges disposaven pel capbaix d'una plaça de pàrquing. A 8 habitatges hi havia un automòbil i a 4 n'hi havia dos o més.

### Piràmide de població
La piràmide de població per edats i sexe el 2009 era:
| Homes | Edats   | Dones |
| ----- | ------- | ----- |
| 0     | 95 o +  | 0     |
| 0     | 90 a 94 | 0     |
| 0     | 85 a 89 | 0     |
| 0     | 80 a 84 | 0     |
| 0     | 75 a 79 | 0     |
| 0     | 70 a 74 | 0     |
| 0     | 65 a 69 | 0     |
| 0     | 60 a 64 | 4     |
| 0     | 55 a 59 | 0     |
| 0     | 50 a 54 | 0     |
| 0     | 45 a 49 | 0     |
| 0     | 40 a 44 | 0     |
| 4     | 35 a 39 | 4     |
| 0     | 30 a 34 | 0     |
| 0     | 25 a 29 | 0     |
| 0     | 20 a 24 | 0     |
| 0     | 15 a 19 | 0     |
| 0     | 10 a 14 | 0     |
| 0     | 5 a 9   | 4     |
| 0     | 0 a 4   | 0     |

## Economia
El 2007 la població en edat de treballar era de 20 persones, 14 eren actives i 6 eren inactives. Les 14 persones actives estaven ocupades(7 homes i 7 dones).. De les 6 persones inactives 1 estava jubilada i 5 estaven estudiant.

## Poblacions més properes
El següent diagrama mostra les poblacions més properes.